# Каратанк (Мен)
Каратанк (англ. Caratunk) — місто (англ. town) в США, в окрузі Сомерсет штату Мен. Населення — 81 особа (2020).

## Демографія
Згідно з переписом 2010 року, у місті мешкало 69 осіб у 41 домогосподарстві у складі 20 родин. Було 221 помешкання
Расовий склад населення:
| - 97,1 % — білих - 1,4 % — корінних американців |

До двох чи більше рас належало 1,4 %. Частка іспаномовних становила 0,0 % від усіх жителів.
За віковим діапазоном населення розподілялося таким чином: 5,8 % — особи молодші 18 років, 72,5 % — особи у віці 18—64 років, 21,7 % — особи у віці 65 років та старші. Медіана віку мешканця становила 55,1 року. На 100 осіб жіночої статі у місті припадало 115,6 чоловіків;  на 100 жінок у віці від 18 років та старших — 116,7 чоловіків також старших 18 років.
Середній дохід на одне домашнє господарство  становив 50 809 доларів США (медіана — 55 313), а середній дохід на одну сім'ю — 60 314 долари (медіана — 75 417). За межею бідності перебувало 21,9 % осіб, у тому числі 0,0 % дітей у віці до 18 років та 9,1 % осіб у віці 65 років та старших.
Цивільне працевлаштоване населення становило 53 особи. Основні галузі зайнятості: мистецтво, розваги та відпочинок — 32,1 %, науковці, спеціалісти, менеджери — 18,9 %, будівництво — 13,2 %, транспорт — 9,4 %.